# Strahlkopf (Allgäuer Alpen)
De Strahlkopf is een 2386 meter hoge grasberg in de Allgäuer Alpen in het Oostenrijkse Tirol.
De bergtop ligt een kleine zes kilometer ten noordwesten van Elbigenalp. De Strahlkopf maakt deel uit van een zijkam van de hoofdkam van de Allgäuer Alpen, die zich vanaf de Hornbachspitze via de Große Krottenkopf in de richting van het Lechtal tot bij de Jöchlspitze uitstrekt. Het Karjoch scheidt de top van de 2533 meter hoge Ramstallspitze in het noorden. De col Gumpensattel scheidt de berg van de 2393 meter hoge Rothornspitze in het zuiden. Vanaf deze Gumpensattel loopt een gemarkeerde route over rotsen naar de top. Vanuit het noorden is de berg ook te beklimmen vanaf het Karjoch, waarbij er door een kloof geklommen moet worden (UIAA-moeilijkheidsgraad I). Over de westelijke grashellingen is de top ook te bereiken.